# سیمور (میزوری)
سیمور (به انگلیسی: Seymour) یک منطقهٔ مسکونی در ایالات متحده آمریکا است که در شهرستان وبستر، میزوری واقع شده‌است. سیمور ۷٫۱۵ کیلومتر مربع مساحت و ۱٬۹۲۱ نفر جمعیت دارد.